# Olaf Hampel
Olaf Hampel (Bielefeld, 1º novembre 1965) è un bobbista tedesco.

## Biografia
Ai XVII Giochi olimpici invernali (edizione disputatasi nel 1994 a Lillehammer, Norvegia) vinse la medaglia d'oro nel Bob a quattro con i connazionali Karsten Brannasch, Alexander Szelig e Harald Czudaj, partecipando per la nazionale tedesca.
Il tempo totalizzato fu di 3:27,78, con differenza minima rispetto alla nazionale svizzera e all'altra nazionale tedesca (medaglia di bronzo), 3:27,84 e 3:28,01 i loro tempi. Ai XVIII Giochi olimpici invernali vinse un'altra medaglia d'oro nel bob a quattro.
Inoltre ai campionati mondiali vinse alcune medaglie:
- nel 1995, oro nel bob a due con Christoph Langen;
- nel 1996, oro nel bob a quattro con Christoph Langen, Markus Zimmerman e Sven Rühr[3]